# 燒酒螺

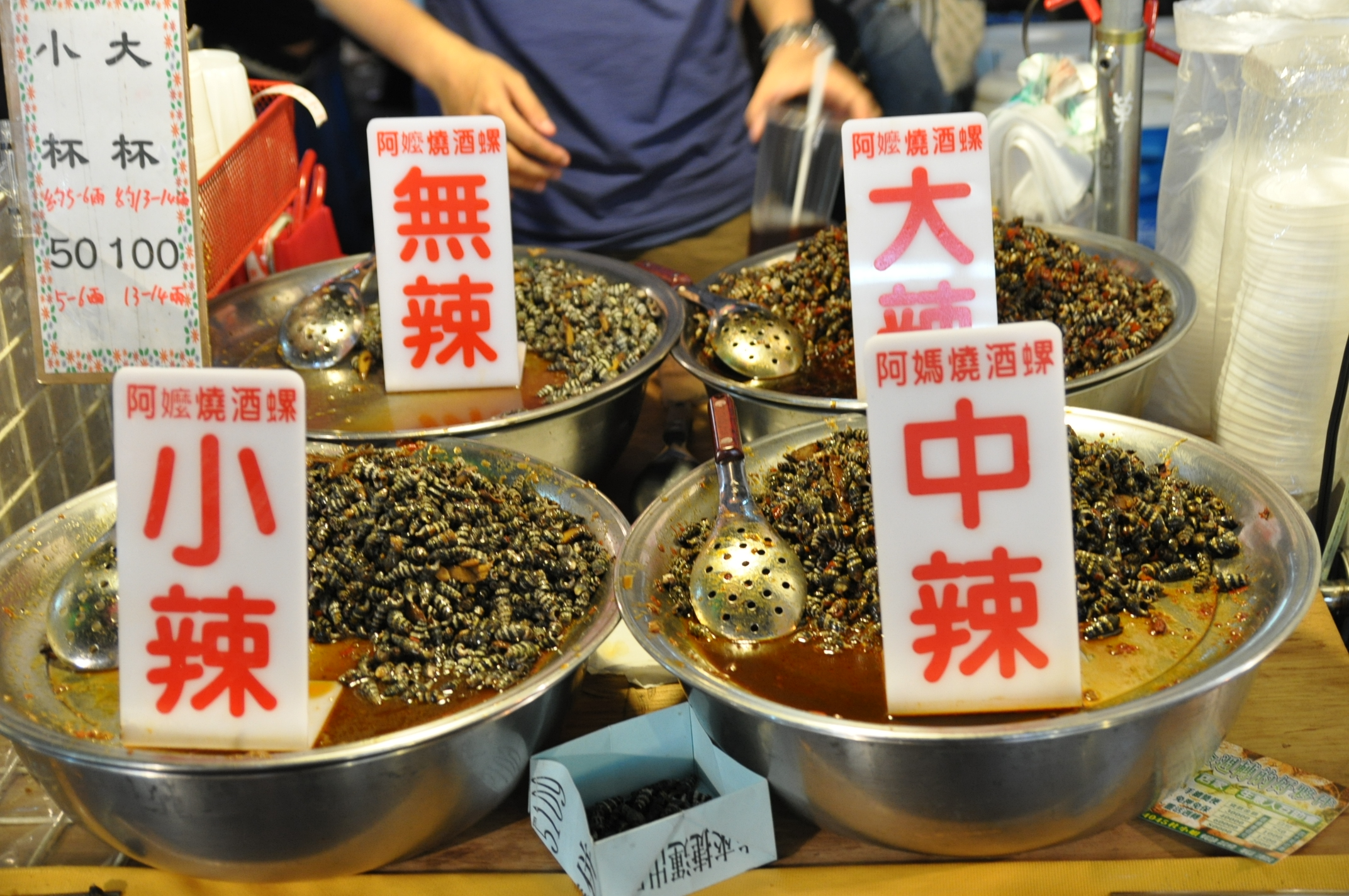
饒河街觀光夜市燒酒螺攤販

燒酒螺為台灣的海鮮類零嘴，常見於沿海港口市場、夜市以及大小市集，幾乎都是以紙盒或塑膠杯，塑膠袋等盛螺販售。此料理幾乎都用燒酒海蜷此物種，而燒酒海蜷也因是得名。料理方式為剪去殼，熱鍋後加入少許油爆香少許蒜末.再放下燒酒螺稍炒後入大量水、醬油、米酒，讓其煮至湯汁快收乾後，再放入大量蒜末、辣椒、鹽、糖等調味料，快炒後熄火，淋上香油即可。一般除了海產店外，台灣多是行動小貨車在販售(通常同時販售土窯雞、肉粽等)。由於螺類生長於近海之故，本身殘留大量的沙土和排泄物，並含有大量微生物，必須清洗，但清洗不易、難以乾淨，且難以保障商家有確實清洗及炒煮至熟，因此雖然十分美味，也讓人卻步。燒酒海蜷等生物是台灣重要貝類養殖文蛤防治的對象，產量很少，現多從菲律賓進口。

## 漁港小吃
- 漁村勞動力至海邊石縫搜集小螺，提供給店家。
- 店家以糖、醬油、中藥包、大蒜、蔥、香油、九層塔、辣椒鹵煮小螺，熟後置放攤位販售。
- 以螺大小及辣味分類，分：小辣、中辣、大辣、麻辣，分杯出售。
- 食用者以嘴吸食螺肉，附以牙籤挑挖螺殼內餘肉食用。
- 不可與西瓜、柿子同吃，以免消化不良。